# Sint Maarten zászlaja
Sint Maarten zászlajának színei a holland zászló színeivel egyeznek meg. A címeren régi épület, sárga zsályacsokor (a zsálya itt nemzeti jelkép), valamint annak az emlékműnek a sziluettje, amelyet a holland-francia barátság, illetve a sziget két részének egysége tiszteletére állítottak fel. 
A narancssárga szegély a holland Orániai-Nassaui uralkodóházhoz való hűséget szimbolizálja. A csúcson sárga korong látszik, a nap jelképe, valamint egy repülő pelikán sziluettje. A latin mottó (Semper Progrediens) jelentése: „Mindig haladó”.